# Georg Muche
Georg Muche (Querfurt, 8 maggio 1895 – Lindau, 26 marzo 1987) è stato un pittore tedesco.
Dopo aver frequentato tra il 1913 e il 1915 la Scuola d'arte Azbè a Monaco, si trasferisce a Berlino entrando in contatto con gli artisti espressionisti presenti all'epoca in città.
Le sue prime mostre personali di pittura astratta si tennero infatti nell'espressionista Galleria Der Sturm.
Muche ha partecipato al Bauhaus dal 1920 al 1927, rivestendo le cariche di insegnante al corso propedeutico, direttore di vari laboratori e presidente della commissione per l'esposizione del 1923. 

Successivamente insegnerà alla Scuola d'arte aperta da Johannes Itten a Berlino. Fino al 1960 ha insegnato in scuole d'arte tedesche.
Dal 1960 ha vissuto a Lindau occupandosi di pittura.